# Stisseria lepida
Stisseria lepida là một loài thực vật có hoa trong họ La bố ma. Loài này được (Jacq.) Kuntze miêu tả khoa học đầu tiên năm 1891.